# Galaxias Fossae
Galaxias Fossae é um grupo de trincheiras no quadrângulo de Cebrenia em Marte, localizado a 36.67° latitude norte e 218.27° longitude oeste.  Sua extensão é de 532 km e recebeu o nome de uma formação de albedo.